# Otto Hafner
Otto Hafner (* 1. Oktober 1904 in Karlsruhe; † 26. Oktober 1986 ebenda) war ein deutscher Ingenieur, Gegner des Nationalsozialismus und stellvertretender Leiter des Landesamts für Wiedergutmachung. Er wurde als Gerechter unter den Völkern ausgezeichnet.

## Leben
Otto Hafners Eltern waren Inhaber eines Tapetengeschäfts in der Innenstadt von Karlsruhe. Er besuchte die Oberrealschule und studierte am Badischen Staatstechnikum Ingenieurwesen. 1923 trat er der Deutschen Demokratischen Partei bei und engagierte sich im pro-demokratischen Bund Reichsbanner. Er verlor seine Anstellung kurz nach der Machtübernahme der Nationalsozialisten 1933 aufgrund seiner politischen Einstellung, eine neue Arbeitsstelle fand er in Karlsruhe nicht mehr. Ebenfalls 1933 heiratete er Hedwig Maria Anna Günter.
1934 übersiedelte er mit seiner Frau und den beiden Kindern nach Monthermé in Frankreich, dort fand er, erst als Arbeiter, später als Betriebsleiter, Arbeit in einem Eisenwerk. Von 1934 bis 1938 verhalf er mindestens 24 Juden zur Flucht aus Deutschland, indem er sie in seinem Pkw auf Fahrten von Karlsruhe nach Monthermé bei Lauterbourg über die deutsch-französische Grenze schmuggelte. 1938 nahmen die Nachbarn von Familie Hafner, Familie Yoné, ihre 17-jährige Nichte, Klara Pereg, aus Österreich auf, die nach dem Anschluss Österreichs von dort floh. Nach der Deportation von Familie Yoné versteckte sich Pereg neun Monate bei den Hafners, anschließend flüchtete sie zu ihrer Schwester in die Niederlande.
Kurz vor Beginn des Zweiten Weltkriegs kam Hafner mit seiner Familie 1939 wieder zurück nach Deutschland und Hafner wurde zur Arbeit in den Junkers-Werken in Dessau verpflichtet. Nach dem Waffenstillstandsabkommen zwischen Frankreich und Deutschland fielen belastende französische Akten in die Hände der Deutschen, wobei die geleistete Fluchthilfe dabei unentdeckt blieb. Auf Grundlage der Akten wurde Hafner 1941 verhaftet und 1942 in Berlin wegen Anknüpfens von landesverräterischen Beziehungen verurteilt. Nach Absitzen seiner Strafe wurde er in Schutzhaft genommen, die er erst im Gefängnis Magdeburg absaß, ehe er ins KZ Sachsenhausen überstellt wurde. Dort wurde er zur Zwangsarbeit in den Heinkel-Werken eingesetzt und zum Hallenverantwortlichen ernannt, er setzte sich für die vielen polnischen und französischen Zwangsarbeiter ein. Nach der Zerstörung der Produktionsstätte durch einen Luftangriff der Alliierten kam er 1944 ins Außenlager des KZ Buchenwald in Halberstadt, von dort wurde er nach Auschwitz deportiert. Als das Lager wegen der nahenden Roten Armee im Januar 1945 geräumt wurde, wurde Hafner nicht auf einen Todesmarsch geschickt, sondern in der SS-Sturmbrigade Dirlewanger eingesetzt.
Nach dem Krieg kam er erst in sowjetische Kriegsgefangenschaft, aus der er im Herbst 1945 entlassen wurde. Er kehrte nach Karlsruhe zurück, arbeitete kurzzeitig bei den Stadtwerken Karlsruhe, ehe er 1947 die Landesbezirksstelle für Wiedergutmachung in Karlsruhe aufbaute. Dort war er bis zu seiner Pensionierung 1952 stellvertretender Behördenleiter. 1947 wurde die Verurteilung wegen Landesverrats aufgehoben. Bis 1950 arbeitet er ehrenamtlich in der Vereinigung der Verfolgten des Naziregimes mit. Hafner starb am 26. Oktober 1986 in Karlsruhe, kurz nachdem ihm der französische Präsident Mitterrand den Ordre national du Mérite für seinen Einsatz für die französischen Zwangsarbeiter im KZ Sachsenhausen verliehen hatte.

## Ehrungen
- 1951: Bundesverdienstkreuz
- 1970: Verdienstkreuz Erster Klasse
- 1979: Gerechter unter den Völkern, gemeinsam mit seiner Frau Hedwig Maria Anna Hafner, für das Verstecken von Klara Pereg, Akten-Nr. 1525
- 1986: Ordre national du Mérite